# Про Петрушку (мультфильм)
«Про Петру́шку» — советский кукольный мультипликационный фильм, снятый режиссёром Иваном Уфимцевым в 1973 году по мотивам пьесы Самуила Маршака «Петрушка-иностранец» (1927). В нём высмеиваются легкомысленное отношение к учёбе и неуважение к пожилым людям.

## Сюжет
Мальчик Петрушка не слушался родителей, а притворялся, что у него болит живот, только бы не идти в музыкальную школу. Попытка вызвать докторов пугает главного героя, и тот передумывает и соглашается идти в школу. Но, выйдя на улицу, он бросает школьные принадлежности и идёт искать приключения.
Через некоторое время Петрушка обнаруживает, что родители ищут его. Решив убежать от них, он прячется в табачном ларьке, но его обнаруживает хозяин, и начинается драка, во время которой ларёк падает и переворачивается. Два дворника, играющие в шахматы, наблюдают всё это, поливают ларёк водой из шланга и вынуждают Петрушку сбежать. Вместе с продавцом табака они гонятся за ним, а позже им показалось, что он спрятался в игрушечном магазине. Продавец табака дёргает дверь этого магазина так, что отрывается ручка.
Всё это видит милиционер, стоящий на перекрёстке, и свистит нарушителям порядка. Петрушка смеётся над ними, и, выбравшись из своего укрытия, убегает, а погоня продолжается. Дальше главному герою некуда деваться. Он забирается на край моста и намеревается утопиться в реке, но неожиданно замечает чью-то одежду, лежащую на берегу. Тогда Петрушка переодевается, чтобы никто не узнал его, и выдаёт себя за иностранца. После этого он катается на карусели безбилетным, а за ним едут по кругу милиционер и владелец одежды.
Петрушка умудряется ввести своих родителей в заблуждение тем, что переодет в иностранца, но он снова вынужден бежать. Под конец главный герой прячется в ящике с мороженым. Один из дворников просит мороженщика продать ему мороженое за 5 рублей, но в ящике они обнаруживают Петрушку, который за это время разогрел мороженое.
Милиционер интересуется, как его зовут и чей он сын, но Петрушка только отшучивается в ответ. Тогда его собеседник решает отвезти главного героя в отделение милиции и арестовать, но отец последнего просит не делать этого. Милиционер соглашается отпустить Петрушку, но при условии, что он попросит прощения у своих родителей. Петрушка обещает исправиться и совершать теперь только хорошие поступки.

## Создатели
- Автор сценария — Элеонора Тадэ
- Режиссёр — Иван Уфимцев
- Художник — Тамара Полетика
- Оператор — Владимир Сидоров
- Композитор — Виктор Купревич
- Звукооператор — Борис Фильчиков
- Мультипликаторы: Лидия Маятникова, Павел Петров, Вячеслав Шилобреев
- Редактор — Наталья Абрамова
- Монтажёр — Надежда Трещёва
- Куклы и декорации изготовили:
  - Владимир Аббакумов (в титрах как Абакумов)
  - Андрей Барт
  - Павел Гусев
  - Светлана Знаменская
  - Г. Киселёва
  - Олег Масаинов
  - Марина Чеснокова
  - Галина Филиппова
  - Семён Этлис
- под руководством — Романа Гурова
- Директор картины — Натан Битман

## Роли озвучивали
- Отец Петрушки — Анатолий Папанов[2]
- Мать Петрушки — Татьяна Барышева[2]
- Петрушка — Агарь Власова[2]
- Владелец одежды — Георгий Вицин[2]
- Дворник — Григорий Шпигель